# Теремин
Тереминът (също терменвокс) е електронен музикален инструмент, който се контролира без физически допир от страна на тереминиста (музиканта). Кръстен е в чест на създателя си, Лев Термен, който патентова устройството през 1928 г.
Секцията за контрол на инструмента обикновено е съставена от две метални антени, които усещат относителната позиция на ръцете на тереминиста и управляват генератор на трептения за честота (за едната ръка) и за амплитуда (за другата ръка). Електрическите сигнали от теремина се усилват и се изпращат към високоговорител.
Звукът на инструмента често се свързва с тайнствени или зловещи ситуации. Поради тази причина, той се използва в множество филмови и телевизионни саундтракове. Тереминът се използва и в концертната музика (особено в авангардната).

## История
Тереминът е продукт на изследвания, финансирани от съветското правителство, върху безконтактните датчици. Инструментът е изобретен от руснака Лев Термен (познат на запад като Леон Теремин) през октомври 1920 г. След дълга обиколка на Европа, в хода на която той демонстрира изобретението си пред пълни зали, Термен емигрира в САЩ, където патентова изобретението си през 1928 г. Впоследствие той отдава правата за комерсиално производство на компанията RCA.
Въпреки че терменвоксът на RSA не постига комерсиален успех (издаден е веднага след краха на Уолстрийт от 1929 г.), той впечатлява публиката в САЩ и чужбина. Клара Рокмор, известна тереминистка, свири на световноизвестни турнета, представяйки класически репертоар в концертни зали, често заедно с Пол Робсън.
През 1938 г. Лев Термен напуска САЩ, макар обстоятелствата покрай заминаването му да представляват спорен въпрос. Според много сведения, той е отвлечен от апартамента си в Ню Йорк от агенти на НКВД, след което е отведен обратно в Съветския съюз и накаран да работи в шарашка лаборатория в Магадан. Той се появява отново чак след 30 години. Според някои автори, Термен избягва от лични дългове, но след това бива въвлечен в политическата чистка на Сталин. Във всеки случай, Термен се връща в САЩ едва през 1991 г.
След кратък интерес в САЩ след края на Втората световна война, тереминът изпада от употреба при сериозните музиканти, главно защото се въвеждат нови електронни инструменти, които са по-лесни за свирене. Въпреки това, някои ентусиасти продължават да се интересуват от инструмента. Сред тях е и Робърт Муг, който започва да работи по теремини през 1950-те години. Той приписва именно на опита си с теремините успеха, който жъне със своя революционен синтезатор.
Въпреки че много от звуците на теремина могат да се възпроизведат от съвременните синтезатори, някои музиканти продължават да ценят изразителността и уникалността на използването на истински теремин.

## Принцип на действие
Тереминът се различава сред музикалните инструменти по това, че на него се свири без физически контакт. Тереминистът строи пред инструмента и движи ръцете си в близост до две метални антени. Разстоянието до едната антена определя честотата (височината на тона), а разстоянието до другата антена контролира амплитудата (силата на звука). По-високите ноти се свирят чрез приближаване на ръката до антената за честота. По-звучните ноти се свирят чрез отдръпване на ръката от антената за амплитуда.
Най-често, дясната ръка управлява височината, докато лявата контролира нивото на звука, макар някои музиканти да обръщат подредбата. Някои нискобюджетни теремини използват копчета за управление на нивото на звука и имат само една антена за височината му. Всъщност, въпросните антени не се използват нито за предаване, нито за приемане на радиовълни, а играят ролята на пластини на кондензатори.
Тереминът използва хетеродинния принцип за генериране на звуков сигнал. Веригата, отговаряща за височината на тона, включва два радиочестотни генератора на електрически трептения, настроени под 500 kHz за свеждане до минимум на смущенията. Единият генератор работи при фиксирана честота. Честотата на гругия генератор е почти идентична и се контролира от разстоянието на музиканта до антената за управление на честотата.
Ръката на музиканта има функцията на заземителна пластина на променлив кондензатор в L-C верига, която е част от генератора на трептения и определя честотата. С внимателна настройка, може да бъде създаден почти линеен регион на височината на звука така, че да обхваща централните 2 – 3 октави на свирене. Използвайки оптимизирана линеаризация, могат да се направят вериги, при които промяна в капацитета между музиканта и инструмента от порядъка на 0,01 пикофарада може да доведе до смяна на цяла октава. Смесителят създава звуковата разлика между честотите на двата генератора на трептения във всеки момент, като след това сигналът се оформя като вълна, усилва се и се подава към високоговорител.